# Єлгава (футбольний клуб)
«Єлгава» (латис. Jelgava) — латвійський футбольний клуб із однойменного міста, заснований 2004 року шляхом злиття клубів РАФ і «Віола». Двічі чемпіон ЛСРС. Шестиразовий володар Кубку Латвії з футболу. Виступав у вірслізі. 
В 2021 році клуб не пройшов процес ліцензування для участі в Вищій лізі Латвії. Передбачається, що в 2021 році єлгавський футбол буде представлений командами «Albatroz/Єлгава» в Першій лізі и ЮФЦ «Єлгава» в Третій лізі, однак ці команди не являються прямими наступниками «Єлгави».

## Досягнення
Вища ліга Латвії (2):
- 1988, 1989

Кубок Латвії (6):
- 1993, 1996, 2010, 2014, 2015, 2016

## Виступи в єврокубках
| Сезон   | Змагання    | Раунд | Команда           | Вдома | На виїзді | В сукупності |
| ------- | ----------- | ----- | ----------------- | ----- | --------- | ------------ |
| 2010–11 | Ліга Європи | 2К    | Молде             | 2–1   | 0–1       | 2–2(г)       |
| 2014–15 | Ліга Європи | 1К    | Русенборг         | 0–2   | 0–4       | 0–6          |
| 2015–16 | Ліга Європи | 1К    | Литекс            | 1–1   | 2–2       | 3–3 (г)      |
| 2015–16 | Ліга Європи | 2К    | Работнічкі        | 1–0   | 0–2       | 1–2          |
| 2016–17 | Ліга Європи | 1К    | Брєйдаблік        | 2–2   | 3–2       | 5–4          |
| 2016–17 | Ліга Європи | 2К    | Слован Братислава | 3–0   | 0–0       | 3–0          |
| 2016–17 | Ліга Європи | 3К    | Бейтар Єрусалим   | 1–1   | 0–3       | 1–4          |
| 2017–18 | Ліга Європи | 1К    | Ференцварош       | 0–1   | 0–2       | 0–3          |